# Lago Superior (lago Constanza)
El lago Superior  (en alemán: Obersee, lit. 'lago por encima' o 'lago superior') es un lago europeo situado entre Alemania —estados de Baden-Württemberg y Baviera—,  Austria —estado de Vorarlberg— y Suiza —cantones de Thurgau y St. Gallen—.  Convencionalmente, debido a un origen glaciar común, se considera parte de un gran lago, el lago de Constanza, correspondiendo a la parte mayor y occidental siendo la más pequeña el Untersee. Se encuentra a una altitud de 395,33 m s. n. m. y tiene un perímetro de 186 km y una superficie de 472 km².  Su profundidad máxima es de 253 m y la media de 101 m. Se extiende unos 63 km, entre Bregenz y Bodman-Ludwigshafen, siendo su anchura máxima de 14 km. Desagua a través del Seerhein en Constanza hacia el Untersee y su principal afluente es el Rin Alpino .
La frontera entre los estados ribereños en la parte principal sureste del Obersee nunca se ha acordado conjuntamente; solo la parte más pequeña del noroeste, el lago Überlingen, es completamente territorio alemán.
Las principales ciudades que se encuentran en sus riberas son: Constanza, Überlingen, Meersburg, Friedrichshafen y Lindau, en Alemania; Bregenz, en Austria; y  Rorschach, Arbon y Romanshorn en  Suiza.

## Origen del nombre
En la época romana lo llamaban Lacus Venetus, Lacus Brigantinus y Lacus Constantinus.  En la Edad Media el término dominante fue el de Lacus Bodamicus, o en alemán  Bodensee.[cita requerida]  Gradualmente, este nombre comenzó a incluir el lago Inferior (Lacus Acronius), por lo que se introdujo el término "lago Superior" para el lago aguas arrib.

## Geogafía

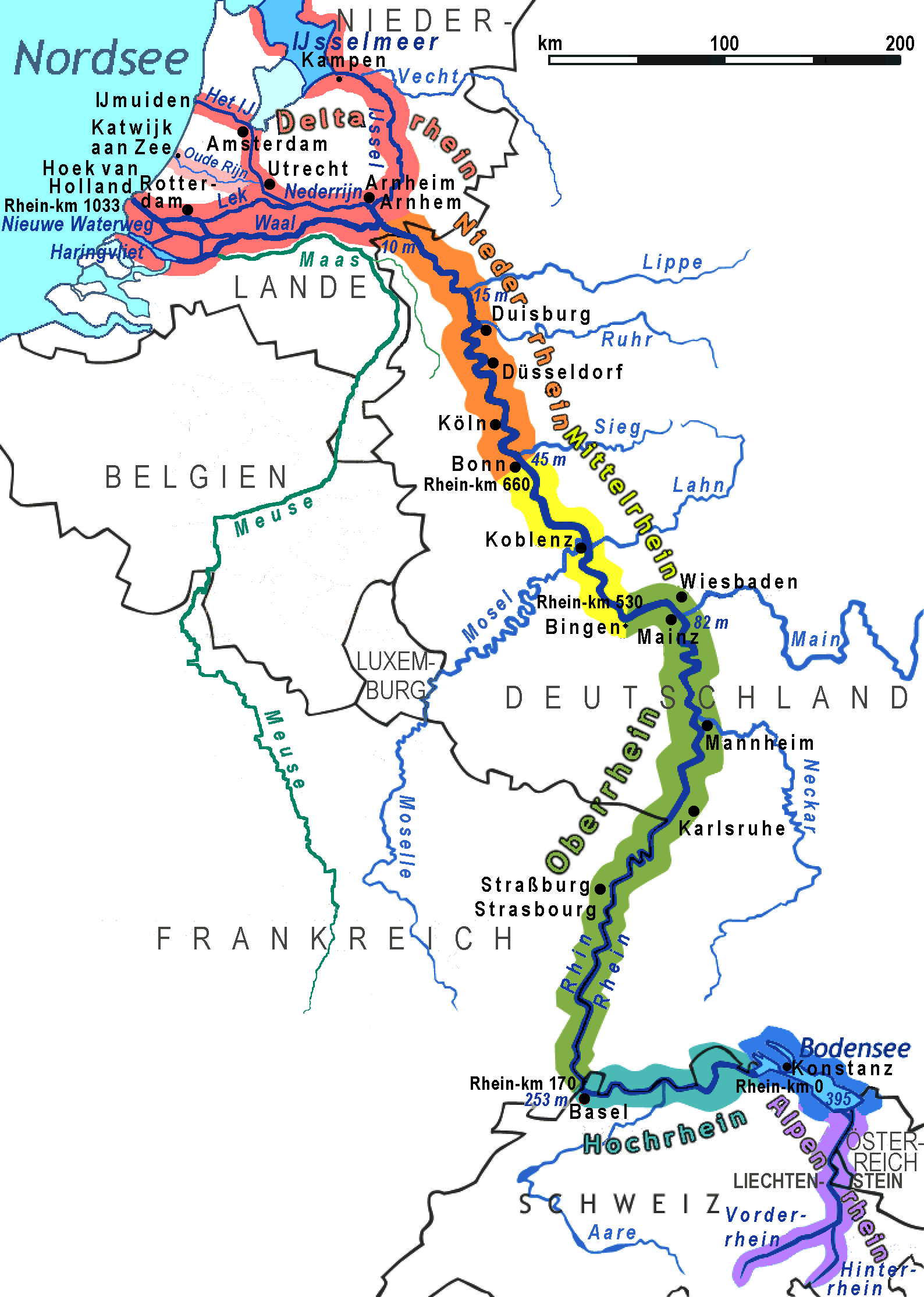
Tramos y afluentes principales del Rin, relanzamiento.

El calificativo de «superior» proviene del hecho de que está aguas arriba del Rin que lo alimenta en relación con el lago Inferior o Untersee, la otra parte del lago de Constanza, conectada por el Seerhein, un tramo del Rin o canal interlacustre, que atraviesa la ciudad de Constanza . Es alimentado, además de por el Rin Alpino, por los ríos Bregenzer Ach, Argen, Schussen, Dornbirner Ach, Linzer Aach, Rotach y Stockacher Aach.
A través del Obersee, aun sin determinar, discurre parte de la frontera entre Alemania  y Austria, entre Austria y Suiza y entre Alemania y Suiza y el trifinio entre los tres país se encuentra dentro del lago. Las principales ciudades construidas en sus costas son: Constanza, Überlingen, Meersburg, Friedrichshafen y Lindau, en Alemania; Bregenz, en Austria; y  Rorschach, Arbon y Romanshorn en  Suiza.
En su parte noroeste, el Obersee forma un brazo a veces llamado lago Überlingen, en honor a la ciudad que lo bordea.

#### Islas
El Obersee tien varias islas, las más grandes de las cuales son las de Lindau y la de Mainau.

### Dimensiones
Con una superficie de 473 km2, se extiende a lo largo de 63 km entre Bregenz (Austria) y Bodman-Ludwigshafen (Alemania), con una anchura máxima de 14 km. Su profundidad máxima es de 253 m.